# Campionati mondiali juniores di bob 1989
I Campionati mondiali juniores di bob 1989, terza edizione della manifestazione organizzata dalla Federazione Internazionale di Bob e Skeleton, si sono disputati a Sankt Moritz, in Svizzera, sulla pista Olympia Bobrun St. Moritz–Celerina, il tracciato naturale sul quale si svolsero le competizioni del bob e dello skeleton ai Giochi di Sankt Moritz 1928 e di Sankt Moritz 1948. La località elvetica ha quindi ospitato le competizioni mondiali di categoria per la prima volta nel bob a due uomini e nel bob a quattro.

## Risultati

### Bob a due uomini
La gara si è disputata nell'arco di quattro manches.
| Pos. | Atleti                         | Nazione          | Tempo   | Distacco |
| ---- | ------------------------------ | ---------------- | ------- | -------- |
|      | Peter Hinz Andreas Reisch      | Germania Ovest   | 4:28.16 |          |
|      | Rodžers Lodziņš Jānis Ģērmanis | Unione Sovietica | nd      | nd       |
|      | René Thierfelder Frank Lorenz  | Germania Est     | 4:28.61 | +0.45    |
| ...  | ...                            | ...              | ...     | ...      |

### Bob a quattro
La gara si è disputata nell'arco di due manches.
| Pos. | Atleti                                                     | Nazione        | Tempo | Distacco |
| ---- | ---------------------------------------------------------- | -------------- | ----- | -------- |
|      | René Thierfelder Axel Weber Torsten Wirth Frank Lorenz     | Germania Est   | nd    |          |
|      | Herbert Sellmeier Fink Brettschneider Peter Esenwein       | Germania Ovest | nd    | +1.33    |
|      | Bruno Mingeon Philippe Guérin Didier Stil Philippe Tanchon | Francia        | nd    | +1.36    |
| ...  | ...                                                        | ...            | ...   | ...      |
| 5    | Ulrich Höfke Axel Kühn Jörg Rölz Wolf Bauchrowitz          | Germania Est   | nd    | +1.53    |
| ...  | ...                                                        | ...            | ...   | ...      |

## Medagliere
| Posizione | Nazione          | Oro | Argento | Bronzo | Totale |
| --------- | ---------------- | --- | ------- | ------ | ------ |
| 1         | Germania Ovest   | 1   | 1       | 0      | 2      |
| 2         | Germania Est     | 1   | 0       | 1      | 2      |
| 3         | Unione Sovietica | 0   | 1       | 0      | 1      |
| 4         | Francia          | 0   | 0       | 1      | 1      |
| Totale    | Totale           | 2   | 2       | 2      | 6      |